# جبل الفريديس

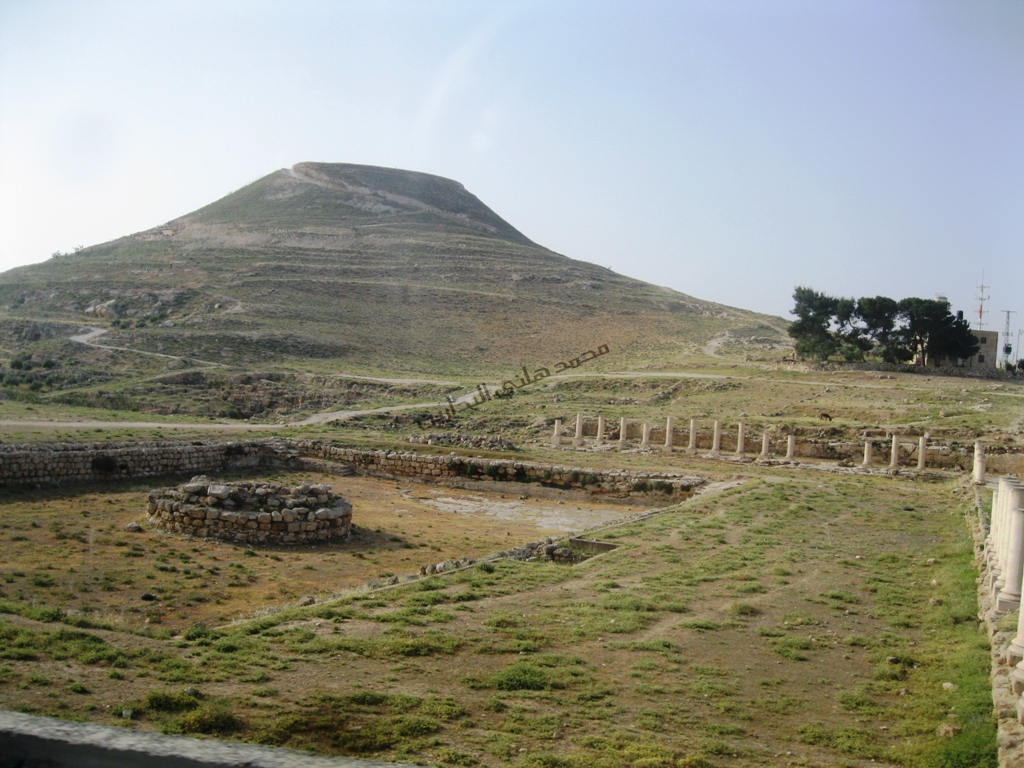
جبل الفريديس 2012

هيروديون أو جبل فريديس أو جبل الإفرنج (باليونانية: Ἡρώδειον) (بالعبرية: הרודיון) هي قلعة وبلدة قديمة في الضفة الغربية تقع على مرتفع صناعي مخروطي الشكل كالبركان، قطره 100 م. على بُعد 12 كم (7.5 ميل) جنوب مدينة القدس، و5 كم (3.1 ميل) جنوب شرق بيت لحم، وتقع بين قريتي زعترة وجناتا، والمتاخمة لمستوطنة سديه بار الإسرائيلية ولقاعدة عسكرية من الجنوب. يبلغ ارتفاع جبل الفريديس 758 مترًا (2,487 قدمًا) فوق مستوى سطح البحر. وهو يشرف على مدينة القدس، ومنطقة الأغوار وما حولها، أقامه هيرودوس الكبير خلال الفترة (72 – 4 ق.م)، أواخر القرن الأول قبل الميلاد، وجعله حصناً منيعاً محاطاً بخندق يملئه الماء، ووراء الخندق سور مستدير حول المنطقة، وقد بني بالحجارة الضخمة، وأقيمت فيه أبراج للمراقبة، وبنى حوله مدينة أطلق عليها اسم (هيروديا)، وزينها بعدد من الحدائق وبرك السباحة.

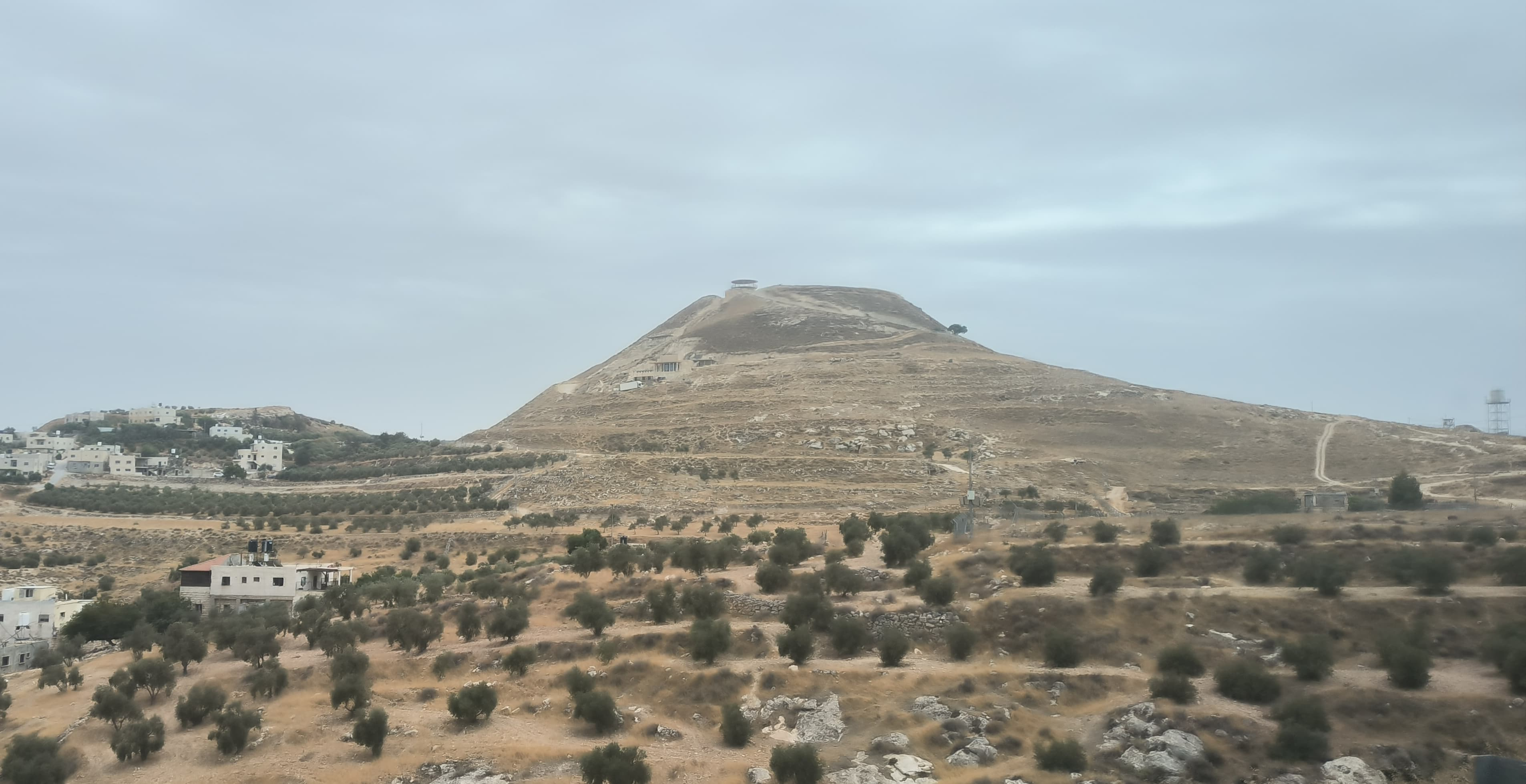
جبل الفريديس فلسطين - بيت لحم

حمل الموقع عدة أسماء قبل نشر أبحاث الكتاب المقدس في فلسطين عام 1841، مثل جبل الفرنجة، أو جبل الفردوس الصغير، أو بيتوليا. وقد استند تعريف إدوارد روبنسون للموقع على أن اسم الموقع "هيروديوم" إلى الوصف الموجود في كتب يوسيفوس فلافيوس. وصف يوسيفوس قصرًا وحصنًا وبلدة صغيرة، سُميت على اسم هيرودس الكبير، وتم بناؤها في الفترة ما بين (23-15 ق.م). ويُزعم أن التابوت الحجري المكتشف في عام 2007 ينتمي إلى هيرودس لأنه كان أكثر زخرفة من التوابيت الأخرى الموجودة في المنطقة.
يقع الجبل في المنطقة ج من الضفة الغربية، ويخضع رسميًا لسلطة الإدارة المدنية الإسرائيلية، وهي هيئة من الضباط العسكريين، وفي الواقع تتم إدارته بالاشتراك مع سلطة الطبيعة والحدائق الإسرائيلية. وتؤكد إسرائيل أنه يحق لها العمل في المنطقة بموجب اتفاقية أوسلو، لكن السلطات الفلسطينية تقول إنه لا يحق لإسرائيل إجراء حفريات هناك أو إزالة القطع الأثرية التي اكتشفتها إسرائيل خلال عمليات التنقيب هناك.

## التسمية
هيروديون حسب التسميات الأجنبية هو الموقع الوحيد الذي سمي على اسم الملك هيرودس الكبير. وقد أطلق عليه الصليبيون اسم "جبل الفرنجة". كما أطلق عليه السكان المحليون الفلسطينيون تاريخيًا اسم جبل الفردوس أو جبل الفريديس بمعنى جبل الجنة. وصفه إدوارد روبنسون في عام 1838 بأنه "جبل الفرنجة"، في إشارة إلى جبل الفردوس.
الاسم الإنجليزي الحديث هو ترجمة حرفية للتهجئة اليونانية (باليونانية: Ἡρώδειον)، كما أن التهجئة باللغة العربية الحديثة (هيروديون). تم العثور على اسم هيرودس في ستينيات القرن الماضي منقوشًا في إحدى رسائل بار كوخبا التي تم استخراجها من كهوف وادي مربعات في صحراء الخليل، ويُعتقد أنه يمثل الاسم العبري الأصلي للموقع.

## الفريديس هذه الأيام
الجدير بالذكر أنه اكتُشف ضريح الملك هيرودوس في تل الفريديس بتاريخ 8 مايو 2007، ولا يمكن الجزم بحقيقة هذا الاكتشاف، وقد قامت السلطات الإسرائيلية بنقل ضريح الملك هيرودوس إلى متحف في الجامعة العبرية بالقدس، بدعوى الحفاظ عليه.
في يوليو 2020 سيجت سلطات الاحتلال الإسرائيلي الجبل وعزلته عن الجوار الفلسطيني، في إجراء شمل أيضا إغلاق طريق تاريخي يشق المنطقة وصولا إلى البحر الميت والمسمى بالطريق القديم.

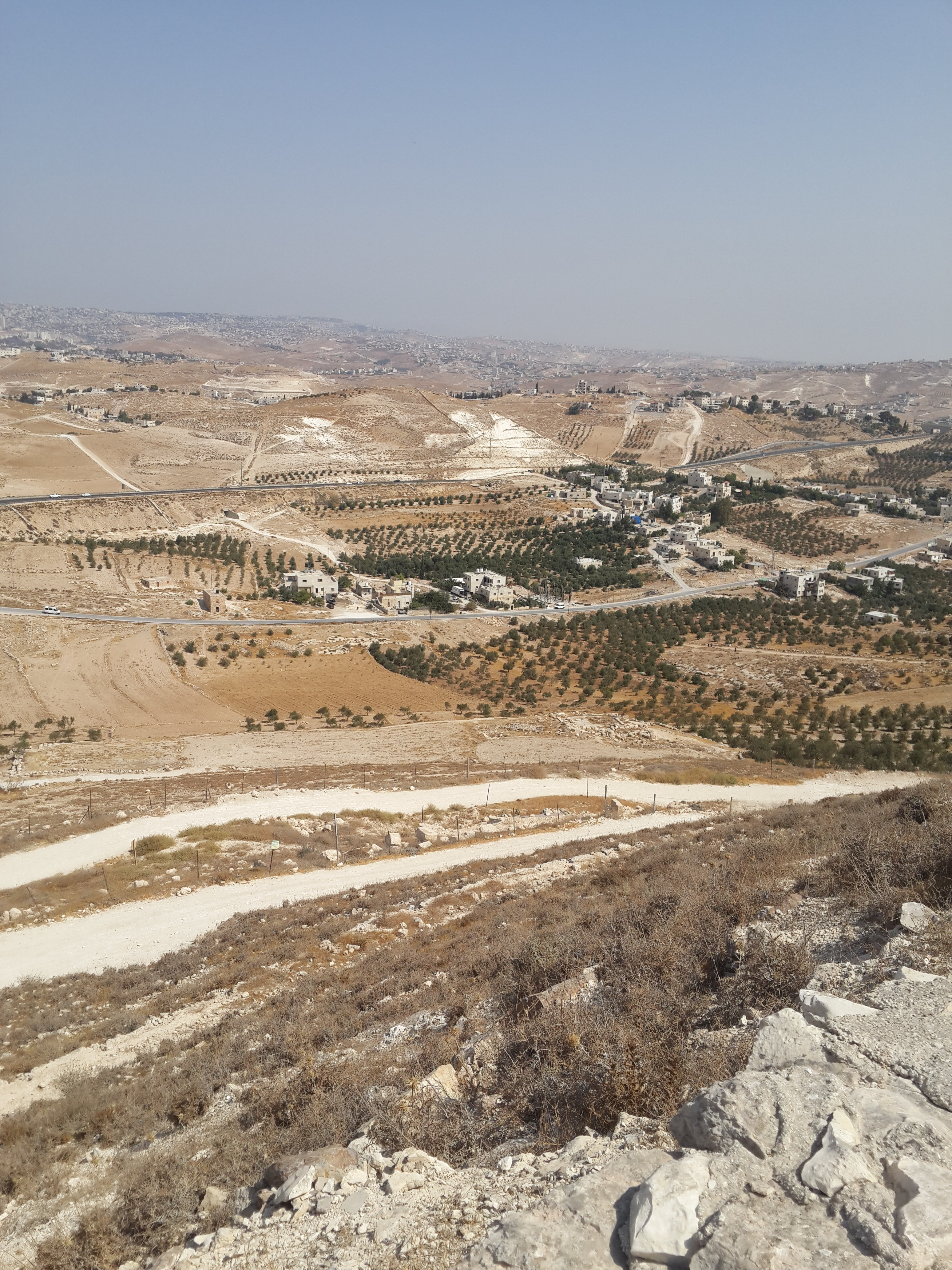
صورة طولية للجبل

## التاريخ

### التأسيس
بعد الغزو الفرثي لسوريا وتحديدًا في عام 40 قبل الميلاد، هرب هيرودس إلى جبل مسعدة. وفي أثناء مروره من موقع جبل الفريديس، اشتبك هيرودس مع اليهود الموالين لعدوه أنتيجونوس الحشموني، وخرج منتصرًا. وبحسب المؤرخ اليهودي الروماني يوسيفوس فلافيوس فقد كتب "بنى مدينة في تلك البقعة تخليداً لذكرى انتصاره، وعززها بقصور رائعة، وسماها هيروديون على اسمه". وقدم يوسيفوس وصفًا كاملًا للمكان، وقال عنها:

### التمرد العظيم
غزى الرومان جبل الفريديس ودمروها عام 71 ميلاديًا.

### ثورة بار كوخبا
بعد 60 عام من تدمير المدينة، وفي بداية ثورة بار كوخبا، أعلن شمعون بار كوخبا أن الجبل أصبح مقرًا ثانويًا له. كان يقود القلعة يشوع بن جلجولا، الذي كان على الأرجح في الخط الثاني أو الثالث لقيادة بار كوخبا. تم العثور على الأدلة الأثرية للثورة في جميع أنحاء الموقع، من المباني الخارجية إلى نظام المياه تحت الجبل. وداخل نظام المياه تم اكتشاف جدران داعمة بناها المتمردون، كما تم العثور على نظام آخر من الكهوف. وعثر داخل أحد الكهوف على خشب محروق يعود تاريخه إلى زمن الثورة.

## أعلام
- هيرودس الأول